# Bijelo Polje
Bijelo Polje (cirill betűkkel Бијело Поље) város Montenegróban. Az azonos nevű község székhelye.

## Lakosság
- 1948-ban 3 547 lakosa volt.
- 1953-ban 4 029 lakosa volt.
- 1961-ben 5 856 lakosa volt.
- 1971-ben 8 925 lakosa volt.
- 1981-ben 11 927 lakosa volt.
- 1991-ben 16 586 lakosa volt.
- 2003-ban 15 883 lakosa volt, akik közül 6 225 szerb (40,19%), 3 305 bosnyák (20,8%), 3 179 montenegrói (20,01%), 43 roma, 27 horvát, 22 albán, 15 jugoszláv, 14 macedón, 8 német, 6 orosz, 5 szlovén, 186 ismeretlen.

## A község (járás) települései
A legújabb közigazgatási felosztás szerint Bijelo Polje városát kilenc városrészre osztották, s ezeket külön jegyzik. Ezt figyelembe véve a község települései a következők: Babića Brijeg (városrész), banje Selo, Biokovac, Bioča, Bistrica, Brestovik, Brzava, Brčve, Vergaševići, Vrbe, Gojevići, Gorice, Gornji Dio Grada, Dupljaci, Kaševari, Kneževići, Kradenik, Krstače, Kruševo (városrész), Livadice, Lipnica (városrész), Ličine, Mahala, Medanovići (városrész), Nikoljac (városrész), Ograde, Oluja, Pisana Jela, Pruška (városrész), Raklja, Ribarevine, Rijeke (városrész), Slatka, Strojtanica, Sutivan, Sušica, Ćukovac (városrész), Ušanovići, Centar Grada (városrész), Čampar és Šolja. Továbbá néhány falusi jellegű település is városi település rangra emeltetett: Loznica, Lješnica, Nedakusi, Obrov, Potkrajci, Pripčići, Rakonje, Rasovo és Džafića Brdo.